# Ipswich Town Football Club 2024-2025
Questa voce raccoglie le informazioni riguardanti l'Ipswich Town Football Club nelle competizioni ufficiali della stagione 2024-2025.

## Maglie e sponsor
| Casa | Trasferta | Terza divisa |

Sponsor ufficiale: Ed Sheeran
Fornitore tecnico: Umbro

## Organico

### Rosa 2024-2025
Rosa aggiornata al 23 marzo 2025
| N. |                        | Ruolo | Calciatore         |
| -- | ---------------------- | ----- | ------------------ |
| 1  | Kosovo (bandiera)      | P     | Arijanet Murić     |
| 2  | Inghilterra (bandiera) | D     | Harry Clarke       |
| 3  | Inghilterra (bandiera) | D     | Leif Davis         |
| 4  | Inghilterra (bandiera) | D     | George Edmundson   |
| 5  | Egitto (bandiera)      | C     | Sam Morsy          |
| 6  | Inghilterra (bandiera) | D     | Luke Woolfenden    |
| 7  | Galles (bandiera)      | C     | Wes Burns          |
| 8  | Inghilterra (bandiera) | C     | Kalvin Phillips    |
| 9  | Paraguay (bandiera)    | C     | Julio César Enciso |
| 10 | Inghilterra (bandiera) | A     | Conor Chaplin      |
| 11 | Irlanda (bandiera)     | A     | Marcus Harness     |
| 12 | Svezia (bandiera)      | C     | Jens Cajuste       |
| 13 | Scozia (bandiera)      | P     | Cieran Slicker     |
| 14 | Irlanda (bandiera)     | C     | Jack Taylor        |
| 15 | Australia (bandiera)   | D     | Cameron Burgess    |
| 16 | Iraq (bandiera)        | A     | Ali Al-Hamadi      |
| 18 | Inghilterra (bandiera) | D     | Ben Johnson        |

| N. |                        | Ruolo | Calciatore       |
| -- | ---------------------- | ----- | ---------------- |
| 19 | Inghilterra (bandiera) | A     | Liam Delap       |
| 20 | Giamaica (bandiera)    | A     | Omari Hutchinson |
| 21 | Irlanda (bandiera)     | A     | Chiedozie Ogbene |
| 22 | Inghilterra (bandiera) | D     | Conor Townsend   |
| 23 | Irlanda (bandiera)     | A     | Samuel Szmodics  |
| 24 | Inghilterra (bandiera) | D     | Jacob Greaves    |
| 25 | Australia (bandiera)   | C     | Massimo Luongo   |
| 26 | Irlanda (bandiera)     | D     | Dara O'Shea      |
| 27 | Inghilterra (bandiera) | A     | George Hirst     |
| 28 | Inghilterra (bandiera) | P     | Christian Walton |
| 29 | Inghilterra (bandiera) | P     | Jaden Philogene  |
| 31 | Inghilterra (bandiera) | P     | Alex Palmer      |
| 33 | Galles (bandiera)      | A     | Nathan Broadhead |
| 40 | Inghilterra (bandiera) | D     | Axel Tuanzebe    |
| 44 | Inghilterra (bandiera) | D     | Ben Godfrey      |
| 47 | Inghilterra (bandiera) | A     | Jack Clarke      |

## Risultati

### Premier League

#### Girone di andata
| Arbitro: | Robinson |

|  |           |                    |
|  | Marcatori | 60’ Jota 65’ Salah |

| Arbitro: | Allison |

|                                            |           |             |
| Haaland 12’ (rig.), 16’, 88’ De Bruyne 14’ | Marcatori | 7’ Szmodics |

| Arbitro: | L. Smith |

|           |           |            |
| Delap 15’ | Marcatori | 32’ Traoré |

| Brighton 14 settembre 2024, ore 15:00 WEST 4ª giornata | Brighton | 0 – 0 referto | Ipswich Town | AMEX Stadium (41 573 spett.)\| Arbitro: \| Barrott \| |
| Arbitro:                                               | Barrott  |               |              |                                                       |

| Arbitro: | Allison |

|            |           |             |
| Dibling 5’ | Marcatori | 90+5’ Morsy |

| Arbitro: | Attwell |

|                  |           |                        |
| L. Delap 8’, 72’ | Marcatori | 15’ Rogers 32’ Watkins |

| Arbitro: | Taylor |

|                                            |           |          |
| Antonio 1’ Kudus 43’ Bowen 49’ Paquetá 69’ | Marcatori | 6’ Delap |

| Arbitro: | Oliver |

|  |           |                      |
|  | Marcatori | 17’ Ndiaye 40’ Keane |

| Arbitro: | L. Smith |

|                                           |           |                                  |
| Wissa 44’, 45+1’ Mbeumo 51’ (rig.), 90+6’ | Marcatori | 28’ Szmodics 31’ Hirst 86’ Delap |

| Arbitro: | Robinson |

|           |           |               |
| Davis 55’ | Marcatori | 90+4’ J. Ayew |

| Arbitro: | England |

|               |           |                        |
| Bentancur 69’ | Marcatori | 31’ Szmodics 43’ Delap |

| Arbitro: | Taylor |

|                |           |             |
| Hutchinson 43’ | Marcatori | 2’ Rashford |

| Arbitro: | Harrington |

|                 |           |  |
| Wood 49’ (rig.) | Marcatori |  |

| Arbitro: | Pawson |

|  |           |            |
|  | Marcatori | 59’ Mateta |

| Arbitro: | Salisbury |

|             |           |                         |
| Chaplin 21’ | Marcatori | 87’ Ünal 90+5’ Ouattara |

| Arbitro: | Hooper |

|           |           |                                 |
| Cunha 72’ | Marcatori | 15’ (aut.) Doherty 90+4’ Taylor |

| Arbitro: | Attwell |

|  |           |                                |
|  | Marcatori | 1’, 45+2’, 54’ Isak 32’ Murphy |

| Arbitro: | England |

|             |           |  |
| Havertz 23’ | Marcatori |  |

| Arbitro: | Brooks |

|                                 |           |  |
| Delap 12’ (rig.) Hutchinson 53’ | Marcatori |  |

#### Girone di ritorno
| Arbitro: | D. Bond |

|                                     |           |                               |
| R. Jiménez 69’ (rig.), 90+1’ (rig.) | Marcatori | 38’ Szmodics 71’ (rig.) Delap |

| Arbitro: | Harrington |

|  |           |                       |
|  | Marcatori | 59’ Mitoma 81’ Rutter |

| Arbitro: | Barrott |

|  |           |                                                            |
|  | Marcatori | 27’, 42’ Foden 30’ Kovačić 49’ Doku 57’ Haaland 69’ McAtee |

| Arbitro: | Salisbury |

|                                         |           |             |
| Szoboszlai 11’ Salah 35’ Gakpo 44’, 66’ | Marcatori | 90’ Greaves |

| Arbitro: | Oliver |

|           |           |                       |
| Delap 31’ | Marcatori | 21’ Aribo 87’ Onuachu |

| Arbitro: | R. Jones |

|             |           |           |
| Watkins 69’ | Marcatori | 56’ Delap |

| Arbitro: | Robinson |

|                |           |                                               |
| Hutchinson 36’ | Marcatori | 18’, 26’ B. Johnson 77’ Spence 84’ Kulusevski |

| Arbitro: | England |

|                                          |           |                     |
| Morsy 22’ (aut.) De Ligt 26’ Maguire 47’ | Marcatori | 4’, 45+2’ Philogene |

| Arbitro: | Hooper |

|  |           |             |
|  | Marcatori | I. Sarr 82’ |

| Arbitro: | Salisbury |

|                         |           |                                               |
| Cajuste 82’ Hirst 90+3’ | Marcatori | 35’ Milenković 37’, 41’ Elanga 87’ Jota Silva |

| Arbitro: | R. Jones |

|               |           |                         |
| Evanilson 67’ | Marcatori | 34’ Broadhead 60’ Delap |

| Arbitro: | Bankes |

|           |           |                               |
| Delap 16’ | Marcatori | 72’ Sarabia 84’ Strand Larsen |

| Arbitro: | Attwell |

|                                |           |                        |
| Tuanzebe 46’ (aut.) Sancho 79’ | Marcatori | 19’ Enciso 31’ Johnson |

| Arbitro: | Kavanagh |

|  |           |                                              |
|  | Marcatori | 14’, 69’ Trossard 28’ Martinelli 88’ Nwaneri |

| Arbitro: | Salisbury |

|                                      |           |  |
| Isak 45+4’ (rig.) Burn 56’ Osula 80’ | Marcatori |  |

| Arbitro: | L. Smith |

|                     |           |                      |
| Beto 26’ McNeil 35’ | Marcatori | 41’ Enciso 79’ Hirst |

| Arbitro: | Barrott |

|  |           |            |
|  | Marcatori | 18’ Schade |

| Arbitro: | Kitchen |

|                       |           |  |
| Vardy 28’ McAteer 69’ | Marcatori |  |

| Ipswich 38ª giornata | Ipswich Town | – referto | West Ham Utd | Portman Road |

### FA Cup
| Arbitro: | Langford |

|                                       |           |  |
| Phillips 18’ Clarke 24’ J. Taylor 37’ | Marcatori |  |

| Arbitro: | Toner |

|                  |           |                                        |
| Latibeaudiere 8’ | Marcatori | 2’ Hirst 28’, 37’ Clarke 63’ Philogene |

| Arbitro: | Harrington |

|                                                   |                      |                                       |
| Yates 68’                                         | Marcatori            | 53’ Hirst                             |
| Wood Gibbs-White Anderson N. Williams Hudson-Odoi | Tiri di rigore 5 – 4 | Morsy Delap Cajuste Johnson J. Taylor |

### English Football League Cup
| Arbitro: | Linington |

|                                      |                      |                                    |
| Bugiel 40’ Stevens 56’               | Marcatori            | 3’ Al-Hamadi 86’ Chaplin           |
| Pigott Stevens Reeves Biler Ogundere | Tiri di rigore 4 – 2 | Delap Burgess J. Taylor Hutchinson |

## Statistiche

### Statistiche di squadra
| Competizione   | Punti | In casa | In casa | In casa | In casa | In casa | In casa | In trasferta | In trasferta | In trasferta | In trasferta | In trasferta | In trasferta | Totale | Totale | Totale | Totale | Totale | Totale | DR  |
| Competizione   | Punti | G       | V       | N       | P       | Gf      | Gs      | G            | V            | N            | P            | Gf           | Gs           | G      | V      | N      | P      | Gf     | Gs     | DR  |
| -------------- | ----- | ------- | ------- | ------- | ------- | ------- | ------- | ------------ | ------------ | ------------ | ------------ | ------------ | ------------ | ------ | ------ | ------ | ------ | ------ | ------ | --- |
| Premier League | 22    | 18      | 1       | 4       | 13      | 13      | 41      | 19           | 3            | 6            | 10           | 22           | 38           | 37     | 4      | 10     | 23     | 35     | 79     | -44 |
| FA Cup         |       | 1       | 1       | 0       | 0       | 3       | 0       | 2            | 1            | 1            | 0            | 5            | 2            | 3      | 2      | 1      | 0      | 8      | 2      | +6  |
| League Cup     |       | -       | -       | -       | -       | -       | -       | 1            | 0            | 1            | 0            | 2            | 2            | 1      | 0      | 1      | 0      | 2      | 2      | 0   |
| Totale         |       | 19      | 2       | 4       | 13      | 16      | 41      | 22           | 4            | 8            | 10           | 29           | 42           | 41     | 6      | 12     | 23     | 45     | 83     | +34 |

### Andamento in campionato
| Giornata  | 1  | 2  | 3  | 4  | 5  | 6  | 7  | 8  | 9  | 10 | 11 | 12 | 13 | 14 | 15 | 16 | 17 | 18 | 19 | 20 | 21 | 22 | 23 | 24 | 25 | 26 | 27 | 28 | 29 | 30 | 31 | 32 | 33 | 34 | 35 | 36 | 37 | 38 |
| --------- | -- | -- | -- | -- | -- | -- | -- | -- | -- | -- | -- | -- | -- | -- | -- | -- | -- | -- | -- | -- | -- | -- | -- | -- | -- | -- | -- | -- | -- | -- | -- | -- | -- | -- | -- | -- | -- | -- |
| Luogo     | C  | T  | C  | T  | T  | C  | T  | C  | T  | C  | T  | C  | T  | C  | C  | T  | C  | T  | C  | T  | C  | C  | T  | C  | T  | C  | T  | T  | C  | T  | C  | T  | C  | T  | T  | C  | T  | C  |
| Risultato | P  | P  | N  | N  | N  | N  | P  | P  | P  | N  | V  | N  | P  | P  | P  | V  | P  | P  | V  | N  | P  | P  | P  | P  | N  | P  | P  | P  | P  | V  | P  | N  | P  | P  | N  | P  | P  | P  |
| Posizione | 18 | 18 | 17 | 17 | 17 | 15 | 17 | 17 | 18 | 18 | 17 | 18 | 19 | 18 | 18 | 18 | 19 | 19 | 18 | 18 | 18 | 18 | 19 | 19 | 18 | 18 | 18 | 18 | 18 | 18 | 18 | 18 | 18 | 18 | 18 | 18 | 19 | 19 |

Legenda:

Luogo: C = Casa; T = Trasferta. Risultato: V = Vittoria; N = Pareggio; P = Sconfitta.